# Hans Martin (Komponist)
Hans Martin (* 26. Januar 1916 in Erlenbach bei Marktheidenfeld; † 27. November 2007 in Würzburg) war ein deutscher Komponist, Organist, Chorleiter und Lehrer.

## Leben und Werk
Er erhielt eine Ausbildung in Würzburg an der Orgel und am Klavier sowie in Musiktheorie. Schon während seiner Gymnasialzeit war er als Organist im Kilianeum in Miltenberg und Würzburg tätig und von 1935 bis zum Kriegsbeginn an der Hofkirche Würzburg.
Hans Martin studierte ab 1935 zunächst Philosophie an der Universität Würzburg. Dann, nach einer unfreiwilligen Unterbrechung durch den Arbeitsdienst, an der Hochschule für Lehrerbildung, die er 1938 mit der 1. Lehramtsprüfung abschloss. Nach wenigen Monaten als Junglehrer wurde er zum Wehrdienst einberufen, der 1939 in den Kriegsdienst überging. Nach einer Verwundung 1944 in Russland und der darauffolgenden Kriegsgefangenschaft in Atkarsk kehrte er 1945 nach Deutschland zurück. Erst 1947 konnte er dann in seiner fränkischen Heimat den Lehrerberuf wieder aufnehmen – zunächst in Helmstadt, dann in Ebern und schließlich in Würzburg.
In sowjetischer Gefangenschaft schrieb er unter anderem die Atkarsker Weihnachtskantate, die durch den Gefangenenchor in Atkarsk unter seiner Leitung uraufgeführt wurde, sowie zahlreiche Lieder.
Neben seinem Beruf als Lehrer war Hans Martin nach dem Krieg tätig als
- Komponist kirchenmusikalischer Werke: Messen, Proprien, Motetten, Kantaten, Passionsmusiken, Lieder und Orgelstücke,
- Komponist weltlicher Musik: über 130 Lieder, Chöre, Instrumentalmusik und 5 Singspiele. Unter anderem 38 Lieder nach Gedichten von Johanna Wolff, 48 Lieder nach Gedichten von Wolfgang Salm, aber auch nach Clemens Brentano, Joseph von Eichendorff, Friedrich Hebbel, Johann Wolfgang von Goethe, Eduard Mörike und anderen.
- Organist und Chorleiter im kirchenmusikalischen Dienst in Helmstadt, Ebern und von 1956 bis 2003 an St. Gertraud, Würzburg.

Als Ehrungen erhielt er u. a.: das Bundesverdienstkreuz am Bande 1999, den päpstlichen Silvesterorden 2002.